# Tradicionalno kitajsko slikarstvo
Kitajsko slikarstvo je ena najstarejših neprekinjenih umetniških tradicij na svetu. Slikanje v tradicionalnem slogu je danes v kitajščini znano kot guó huà (poenostavljeno kitajsko: 国画; tradicionalno kitajsko: 國畫; pinjin: guó huà), kar pomeni »nacionalno slikarstvo« ali »domače slikarstvo«, v nasprotju z zahodnimi umetniškimi slogi, ki so postali priljubljeni na Kitajskem v 20. stoletju. Imenuje se tudi dančing (kitajsko: 丹青; pinyin: dān qīng).
Glavna značilnost kitajskega slikarstva je njegova tesna povezanost s kaligrafijo, zaradi katere se v slikarstvu najpomembnejšo vlogo pripisuje potezam. Kitajsko slikarstvo lahko delimo glede na podlago in glede na vsebino slike. Kot podlago so slikarji največkrat uporabljali svilo in papir, tematika pa se deli na figuralno slikarstvo, krajinsko slikarstvo in na slikarstvo cvetja in ptic. Slikarji se delijo na dvorne slikarje in na slikarje literate. Slike se pojavljajo na praporih, paravanih, pahljačah, albumih in vodoravnih ali navpičnih zvitkih. Za kitajsko slikarstvo je značilno, da na delo poleg slike napišejo pesem ali prozo, misel, poročilo ali posvetilo in datum ter da odtisnejo rdeč pečat, iz katerega je razvidno lastništvo slike.

## Materiali in tehnike slikanja
Kitajski umetniki tradicionalno za slikanje potrebujejo štiri glavne materiale – čopič, črnilo, podlago in kamen za črnilo. Čopiči so za razliko od ravnih zahodnih čopičev špičasti, največkrat narejeni iz zajčje, ovčje ali volčje dlake. Držalo je narejeno iz bambusa ali lesa. Črnilo je narejeno iz borove smole in olja drevesa tung, je zelo obstojno in pigmentirano. Pigmente pridobijo iz mineralov, največkrat uporabljene barve so: modra, zelena, bela in rdeča. Za tradicionalno kitajsko slikarstvo je značilno, da barv ne mešajo.
Dve glavni tehniki v kitajskem slikarstvu sta:
Gongbi (poenostavljeno kitajsko: 工笔画; tradicionalno kitajsko: 工筆畫; pinjin: gōngbǐ huà), kar pomeni »natančen«; značilnost je natančno in realistično upodabljanje objektov z živimi barvami, kar zahteva veliko časa. Slike so večinoma upodobljene na več plasteh svile, tehniko gongbi pa so uporabljali dvorni slikarji. Tehnika je prevladovala v zgodnjem obdobju kitajskega slikarstva. Najbolj znan in cenjen kitajski slikar tega sloga je Gu Kaidži, nekatera izmed njegovih najbolj znanih del so Esej o slikarstvu, Nimfa reke Luo ter Opomin dvorne učiteljice.
Šuimo (poenostavljeno kitajsko: 水墨画; tradicionalno kitajsko: 水墨畫; pinjin: shuǐmò huà) je tehnika slikanja z vodo in črnilom, ohlapno imenovano tudi akvarelno ali slikanje s čopičem, pri kateri se ne uporablja drugih barv. Glavna ideja je v samo nekaj potezah izraziti vsebino slike, zato je ta tehnika veliko hitrejša od tehnike gongbi. Umetniki, ki so uporabljali tehniko šuimo, so raje uporabljali papir kot svilo. Tehniko šuimo so uporabljali slikarji literati. Ta tehnika je postala popularna v dinastiji Song (907-1279) in je od takrat naprej zasedala pomemben položaj v kitajskem slikarstvu. 

## Tri vrste slikarstva

### Figuralno slikarstvo
Prvo izmed treh glavnih vrst slikarstva glede na vsebino se je razvilo figuralno slikarstvo (poenostavljeno kitajsko: 人物画; tradicionalno kitajsko: 人物畫; pinjin: rén wù huà) in sicer že v 3. stoletju pr. n. št v obdobju dinastije Han. Figuralno slikarstvo se je sprva pojavilo v grobni umetnosti, bilo je namenjeno obredom in imelo religiozno vlogo. Kasneje je postalo popularno na dvoru, kjer so prevladovali portreti članov kraljeve družine. Glavni prizori na slikah so bili povezani z vsakdanjim življenjem aristokracije – politični dogodki, življenje višjih slojev, dvorne dame. Pojavljale so se tudi podobe iz daoizma in budizma ter slikanje tujcev.

### Krajinsko slikarstvo
Krajinsko slikarstvo je veljalo za najvišjo obliko kitajskega slikarstva in na splošno še vedno velja. Obdobje od obdobja petih dinastij do obdobja severnega Songa (907–1127) je znano kot »velika doba kitajske krajine«.
Na začetku je krajina nastopala le kot ozadje v figuralnem slikarstvu, dokler ni postala samostojen element. Krajinsko slikarstvo (poenostavljeno kitajsko: 山水画; tradicionalno kitajsko: 山水畫; pinjin: shān shuǐ huà) se začne pojavljati v 4. stoletju, ko vedno več umetnikov pride na jug Kitajske in se navduši nad novo pokrajino. V tistem času ponovno odkrivanje daoističnih načel ustvari težnjo k preprosti krajini. V obdobju dinastije Juan (1271-1368) postane krajinsko slikarstvo najbolj razširjena vrsta slikarstva. Z upodabljanjem krajine so lahko slikarji na posreden način izrazili subjektivnost. Dogajanje na sliki je v večini primerov povezano s poezijo, slika postane vizualni prikaz vsebine pesmi.  Slike so večinoma ustvarjene v tehniki šuimo. Na delih se najpogosteje pojavljajo motivi gora, slapov, gozdov in rek. Gorovje predstavlja simbol za nekaj mogočnega, neprestan tok reke pa simbolizira tok življenja. V krajinsko slikarstvo so vključena tri načela perspektive, ki jih poznamo kot visoko, globoko in ravninsko daljavo - te vplivajo na kaj in kako se bomo osredotočili na sliki.

### Slikarstvo cvetja in ptic
Slikarstvo cvetja in ptic (poenostavljeno kitajsko: 花鸟画; tradicionalno kitajsko: 花鳥畫; pinjin: huā niǎo huà) se sprva pojavlja kot ozadje pri figuralnem slikarstvu. V dinastiji Tang (618-907) se začne pojavljati kot samostojen motiv in kasneje v dinastiji Song doseže svoj razcvet. Glavni motivi na teh slikah so različne ptice in rastline, v isto kategorijo spadajo tudi slike konj, insektov in rib. Rastline, ki so največkrat upodobljene, so bambus, marelični cvet, krizantema, orhideja in breskev, ki imajo simbolične implikacije in so metafora za avtorjeve ideale in želje.

## Posebnosti in študij
Kitajsko slikarstvo in kaligrafija se od umetnosti drugih kultur razlikujeta po poudarku na gibanju in spremembah z dinamičnim življenjem. Praksa se tradicionalno najprej nauči na pamet, pri čemer mojster pokaže 'pravilen način' risanja predmetov. Vajenec mora te predmete strogo in neprekinjeno kopirati, dokler gibi ne postanejo nagonski. V sodobnem času se je pojavila razprava o mejah te kopiralske tradicije znotraj sodobnih umetniških prizorov, kjer je inovacija pravilo. Spreminjajoči se življenjski slogi, orodja in barve vplivajo tudi na nove valove mojstrov.

## Zgodnja obdobja
Najzgodnejše poslikave niso bile reprezentativne, temveč ornamentalne; vsebovale so vzorce ali dizajne in ne slike. Zgodnja keramika je bila poslikana s spiralami, cikcaki, pikami ali živalmi. Šele v času vzhodne dinastije Džov (770–256 pr. n. št.) so umetniki začeli upodabljati svet okoli sebe. V cesarskih časih (začenši z vzhodno dinastijo Džin) sta bila slikarstvo in kaligrafija na Kitajskem med najbolj cenjenimi umetnostmi na dvoru in so se z njima pogosto ukvarjali amaterji – aristokrati in učenjaki-uradniki –, ki so imeli potreben prosti čas za izpopolnjevanje tehnike in občutljivosti, potrebne za odlično delo s čopičem. Kaligrafija in slikarstvo sta veljali za najčistejši obliki umetnosti. Pripomočki so bili slikarski čopič iz živalske dlake in črna črnila iz borovih saj in živalskega lepila. V antičnih časih se je pisanje in slikanje izvajalo na svili. Vendar pa je po izumu papirja v 1. stoletju n. št. svilo postopoma nadomestil nov in cenejši material. Izvirni spisi znanih kaligrafov so bili v kitajski zgodovini zelo cenjeni in so nameščeni na zvitkih ter obešeni na stene na enak način kot slike.
Umetniki od dinastij Han (206 pr. n. št. – 220 n. št.) do dinastij Tang (618–906) so v glavnem slikali človeške figure. Veliko tega, kar vemo o zgodnjem kitajskem figuralnem slikarstvu, izvira iz grobišč, kjer so bile slike ohranjene na svilenih praporih, lakiranih predmetih in stenah grobnic. Številne zgodnje poslikave grobnic so bile namenjene zaščiti mrtvih ali pomoči njihovim dušam, da pridejo v raj. Druge so ponazarjale nauke kitajskega filozofa Konfucija ali prikazovale prizore vsakdanjega življenja.
V obdobju šestih dinastij (220–589) so ljudje začeli ceniti slikarstvo zaradi njegove lastne lepote in pisati o umetnosti. Od takrat naprej se začnemo učiti o posameznih umetnikih, kot je Gu Kaizhi. Tudi ko so ti umetniki ilustrirali konfucijanske moralne teme – kot je primerno vedenje žene do moža ali otrok do staršev – so se trudili, da bi bile figure graciozne.

### Šest načel
Šest načel kitajskega slikarstva je določil Šje He, pisatelj, umetnostni zgodovinar in kritik v 5. stoletju na Kitajskem, v delu Šest točk, ki jih je treba upoštevati pri ocenjevanju slike (繪畫六法, pinjin Huìhuà Liùfǎ), ki je vzeto iz predgovora k njegovi knjigi Zapis o klasifikaciji starih slikarjev (古畫品錄; pinjin Gǔhuà Pǐnlù). Upoštevajte, da je bilo to napisano okoli leta 550 n. št. in se nanaša na 'stare' in 'starodavne' prakse. Šest elementov, ki opredeljujejo sliko, so:
1. »Duhovna resonanca« ali vitalnost, ki se nanaša na pretok energije, ki zajema temo, delo in umetnika. Šje He je dejal, da brez duhovne resonance ni treba iskati dlje.
2. »Kostna metoda« ali način uporabe čopiča se ne nanaša le na teksturo in potezo čopiča, temveč na tesno povezavo med rokopisom in osebnostjo. V njegovem času je bila umetnost kaligrafije neločljiva od slikarstva.
3. »Ujemanje s predmetom« ali upodabljanje oblike, ki bi vključevalo obliko in linijo.
4. »Primernost tipu« ali nanašanje barve, vključno s plastmi, vrednostjo in tonom.
5. »Razdelitev in načrtovanje« ali postavitev in razporeditev, ki ustreza kompoziciji, prostoru in globini.
6. »Prenos s kopiranjem« ali kopiranje modelov, ne le iz življenja, ampak tudi iz antičnih del.

## Sui, Tang in pet dinastij (581–979)
V času dinastije Tang je na kraljevem dvoru cvetelo figuralno slikarstvo. Umetniki, kot je Džov Fang, so upodabljali sijaj dvornega življenja v slikah cesarjev, palačnih dam in cesarskih konj. Figuralno slikarstvo je doseglo vrhunec elegantnega realizma v umetnosti dvora Južnega Tanga (937–975).
Večina umetnikov dinastije Tang je figure obrisovala s tankimi črnimi črtami in uporabljala briljantne barve ter dovršene podrobnosti. Vendar pa je en umetnik dinastije Tang, mojster Vu Daodzi, uporabljal le črno črnilo in prosto slikal poteze s čopičem, da je ustvaril slike s črnilom, ki so bile tako vznemirljive, da so se množice zbirale, da bi ga gledale pri delu. Od njegovega časa naprej slike s črnilom niso bile več mišljene kot predhodne skice ali obrisi, ki jih je treba zapolniti z barvo. Namesto tega so bile cenjene kot dokončana umetniška dela.
Od dinastije Tang so bile številne slike krajine, pogosto slike v slogu šanšui (山水, gorska voda). Pri teh krajinah, enobarvnih in redkih (slog, ki se skupno imenuje šuimohua), namen ni bil natančno reproducirati videz narave (realizem), temveč ujeti čustvo ali vzdušje, kot da bi ujeli 'ritem' narave.
O slikarstvu dinastije Tang se je ohranilo precej literarnih in dokumentarnih informacij, vendar zelo malo del, zlasti najvišje kakovosti. Sir Aurel Stein je odkril obzidano jamo v kompleksu jam Mogao v Dunhuangu, ki je vsebovala ogromno zbirko, večinoma budističnih spisov, pa tudi nekaj transparentov in slik, kar predstavlja veliko največjo skupino slik na svili, ki se je ohranila. Te so zdaj v Britanskem muzeju in drugod. Niso dvorne kakovosti, vendar kažejo različne sloge, vključno s tistimi z vplivi z daljnega zahoda. Tako kot kiparstvo se tudi drugi ohranjeni primerki sloga Tang nahajajo na Japonskem, čeprav je bil najpomembnejši, v Nari, v veliki meri uničen v požaru leta 1949. V skalo vklesani jamski kompleksi in kraljeve grobnice vsebujejo tudi številne stenske poslikave. Dvorsko slikarstvo se je večinoma ohranilo v obliki kopij iz veliko poznejšega obdobja.

## Dinastije Song, Ljao, Džin in Juan (907–1368)
Slikarstvo v času dinastije Song (960–1279) je doseglo nadaljnji razvoj krajinskega slikarstva; neizmerljive razdalje so bile upodobljene z uporabo zamegljenih obrisov, gorskih kontur, ki izginjajo v megli, in impresionistične obravnave naravnih pojavov. Slikanje v slogu šan šui – šan pomeni gora in šui pomeni reka – je postalo pomembno v kitajski krajinski umetnosti. Poudarek na krajini je temeljil na kitajski filozofiji; taoizem je poudarjal, da so ljudje le drobne pikice v prostranem in večjem kozmosu, medtem ko so neokonfucijanski pisci pogosto iskali vzorce in načela, za katera so verjeli, da povzročajo vse družbene in naravne pojave. Slikanje portretov in predmetov od blizu, kot so ptice na vejah, je bilo zelo cenjeno, vendar je bilo krajinsko slikarstvo najpomembnejše. Do začetka dinastije Song se je pojavil značilen krajinski slog. Umetniki so obvladali formulo zapletenih in realističnih prizorov v ospredju, medtem ko je ozadje ohranilo lastnosti prostranega in neskončnega prostora. Oddaljeni gorski vrhovi se dvigajo iz visokih oblakov in megle, medtem ko se v ospredje od daleč valijo reke.
Med obdobjem severnega Songa (960–1127) in obdobjem južnega Songa (1127–1279) je bila pomembna razlika v slikarskih trendih. Na slike uradnikov severnega Songa so vplivali njihovi politični ideali o uvajanju reda v svet in reševanju največjih vprašanj, ki vplivajo na celotno družbo; njihove slike so pogosto upodabljale ogromne, prostrane pokrajine. V času severnega Songa so imele krajinske slike politični pomen in jih je dvor uporabljal za poudarjanje svoje moči in avtoritete s simboliko velikih krajin. Severni Song dvor je naročil ogromne krajine, ki jih je uporabljal v podporo svojim obredom.
Uradniki južnega Songa so se bolj zanimali za reformo družbe od spodaj navzgor in v veliko manjšem obsegu, kar je bila metoda, za katero so verjeli, da ima več možnosti za končni uspeh; njihove slike so se pogosto osredotočale na manjše, vizualno bližje in intimnejše prizore, medtem ko je bilo ozadje pogosto upodobljeno brez podrobnosti kot področje brez skrbi za umetnika ali gledalca. Ta sprememba odnosa iz enega obdobja v drugo je v veliki meri izhajala iz naraščajočega vpliva neokonfucijanske filozofije. Pripadniki neokonfucijanizma so se osredotočali na reformo družbe od spodaj navzgor, ne od zgoraj navzdol, kar je mogoče videti v njihovih prizadevanjih za spodbujanje majhnih zasebnih akademij v času južnega Songa namesto velikih državnih akademij, ki so bile vidne v obdobju severnega Songa.
Vse od Južne in Severne dinastije (420–589) je slikarstvo postalo umetnost visoke prefinjenosti, ki je bila povezana s plemiškim razredom kot eden njihovih glavnih umetniških hobijev, drugi dve pa sta bili kaligrafija in poezija. V času dinastije Song so bili navdušeni zbiratelji umetnin, ki so se pogosto srečevali v skupinah, da bi razpravljali o svojih slikah, pa tudi ocenjevali slike svojih kolegov in prijateljev. Pesnik in državnik Su Ši (1037–1101) in njegov sostorilec Mi Fu (1051–1107) sta se pogosto udeleževala teh zadev, si izposojala umetniška dela za preučevanje in kopiranje, ali če sta delo resnično občudovala, je bila pogosto predlagana zamenjava. Ustvarila sta novo vrsto umetnosti, ki je temeljila na treh popolnostih, pri katerih sta s svojimi spretnostmi kaligrafije (umetnosti lepega pisanja) ustvarjala slike s črnilom. Od takrat naprej so si mnogi slikarji prizadevali svobodno izražati svoja čustva in ujeti notranji duh svojega motiva, namesto da bi opisovali njegov zunanji videz. Majhne okrogle slike, priljubljene v obdobju Južnega Songa, so bile pogosto zbrane v albumih, saj so pesniki ob straneh pisali pesmi, ki so se ujemale s temo in razpoloženjem slike.
Čeprav so bili navdušeni zbiratelji umetnosti, nekateri učenjaki dinastije Song niso zlahka cenili umetniških del, ki so jih naročili slikarji in so jih našli v trgovinah ali na tržnicah, nekateri učenjaki pa so celo kritizirali umetnike iz priznanih šol in akademij. Anthony J. Barbieri-Low, profesor zgodnje kitajske zgodovine na Univerzi v Kaliforniji v Santa Barbari, poudarja, da učenjaki dinastije Song niso cenili umetnosti, ki so jo ustvarili njihovi vrstniki, tudi tistih, ki so se preživljali zgolj kot profesionalni umetniki:
Med obdobjem Severnega Songa (960–1126 n. št.) se je pojavil nov razred učenjakov-umetnikov, ki niso imeli niti spretnosti tompe l'oeil akademskih slikarjev niti spretnosti slikarjev s tržnic. Slikanje literatov je bilo preprostejše in včasih precej neizobraženo, vendar so ti dve skupini kritizirali kot zgolj profesionalce, saj so se za preživetje zanašali na plačana naročila in niso slikali zgolj za užitek ali samoizražanje. Učenjaki-umetniki so menili, da slikarji, ki so se osredotočali na realistične upodobitve, ki so uporabljali barvito paleto ali, kar je najhuje, ki so za svoje delo sprejemali denarno plačilo, niso bili nič boljši od mesarjev ali kleparjev na trgu. Niso jih smeli šteti za prave umetnike.
Vendar pa je bilo v obdobju Song veliko priznanih dvornih slikarjev, ki so jih cesarji in kraljeva družina zelo cenili. Eden največjih krajinskih slikarjev, ki mu je dvor Song dal pokroviteljstvo, je bil Džang Dzeduan (1085–1145), ki je naslikal originalni zvitek Ob reki med festivalom Čingming, eno najbolj znanih mojstrovin kitajske vizualne umetnosti. Cesar Gaozong iz dinastije Song (1127–1162) je nekoč naročil umetniški projekt številnih slik za Osemnajst pesmi nomadske flavte, ki temeljijo na pesnici Cai Vendži (177–250 n. št.) iz dinastije Han. Ji Juandži je dosegel visoko stopnjo realizma pri slikanju živali, zlasti opic in gibonov. V obdobju Južni Song (1127–1279) so dvorni slikarji, kot sta Ma Juan in Šja Gui, uporabljali močne črne poteze čopiča za skiciranje dreves in skal ter blede premaze za prikaz meglenega prostora.
V času mongolske dinastije Juan (1271–1368) so slikarji združili umetnost slikarstva, poezije in kaligrafije tako, da so na svoje slike vpisovali pesmi. Te tri umetnosti so delovale skupaj, da bi izrazile umetnikova čustva bolj popolno, kot bi to lahko storila ena umetnost sama. Cesar Juan Tugh Temur (vladal 1328, 1329–1332) je bil navdušen nad kitajskim slikarstvom in je sam postal ugleden slikar.

## Poznoimperialna Kitajska (1368–1895)
Od 13. stoletja se je razvila tradicija slikanja preprostih motivov – veje s sadjem, nekaj rož ali enega ali dveh konj. Pripovedno slikarstvo s širšim barvnim razponom in veliko bolj živahno kompozicijo kot slike dinastije Song je bilo v obdobju Ming (1368–1644) izjemno priljubljeno.
Zgodnja dela dinastije Čing so ohranila sloge in občutljivost umetnosti Ming, nekatera so celo nakazovala nostalgično hrepenenje po časih domače vladavine pred osvojitvijo Mandžurcev.
Delo Šen Čuana iz začetka 18. stoletja je, tako kot mnogi njegovi sodobniki v zgodnjem Čingu, večino svoje kariere preživel na Japonskem in pustil velik vpliv na japonsko umetnost. V njegovem primeru je to storil z ustanovitvijo šole Nanpin v Nagasakiju.
Približno v tem času so se pojavile prve knjige, ilustrirane z barvnimi lesorezi; ko so se tehnike barvnega tiska izpopolnjevale, so začeli izhajati ilustrirani priročniki o umetnosti slikanja. Džjezijuan Huadžuan (Priročnik gorčičnega vrta), petdelno delo, prvič objavljeno leta 1679, se od takrat uporablja kot tehnični učbenik za umetnike in študente.
Nekateri slikarji dinastije Ming (1368–1644) so nadaljevali tradicije slikarjev-učencev Juan. To skupino slikarjev, znano kot šola Vu, je vodil umetnik Šen Džov. Druga skupina slikarjev, znana kot šola Dže, je oživila in preoblikovala sloge dvora Song.
V zgodnji dinastiji Čing (1644–1911) so se slikarji, znani kot individualisti, uprli številnim tradicionalnim pravilom slikanja in našli načine, kako se bolj neposredno izraziti s svobodnim čopičem. V 18. in 19. stoletju so velika trgovska mesta, kot sta Jangdžov in Šanghaj, postala umetniški središči, kjer so bogati trgovci-meceni spodbujali umetnike k ustvarjanju drznih novih del. Vendar pa je, podobno kot pri ključnih rodovih, veliko znanih umetnikov prihajalo iz uveljavljenih umetniških družin. Takšne družine so bile skoncentrirane v regiji Džjangnan in so dale slikarje, kot so Ma Čuan, Džjang Tingši in Jun Džu.
V tem obdobju so se pojavili tudi kitajski trgovski slikarji. Ti umetniki so izkoristili britanske in druge evropske trgovce v priljubljenih pristaniških mestih, kot je Kanton, in ustvarili dela v zahodnem slogu, zlasti za zahodne trgovce. Trgovina, znana kot kitajske izvozne slike, je cvetela skozi celotno dinastijo Čing.
V poznem 19. in 20. stoletju so bili kitajski slikarji vse bolj izpostavljeni zahodni umetnosti. Nekateri umetniki, ki so študirali v Evropi, so zavračali kitajsko slikarstvo; drugi so poskušali združiti najboljše iz obeh tradicij. Med najbolj priljubljenimi sodobnimi slikarji je bil Či Baiši, ki je začel življenje kot reven kmet in postal velik mojster. Njegova najbolj znana dela prikazujejo rože in majhne živali.

## Znani slikarji
- Gu Kaidži (ok. 344–406)
- Džan Dzičjian (6. stoletje)
- Li Sišun (651–716)
- Li Džaodao (8. stoletje)
- Vu Daodzi (680–ok. 760)
- Džang Šuan (713–755)
- Ma Juan (ok. 1160–1225)
- Ni Dzan (1301–1374)